# Bernhard Cämmerer
Bernhard Cämmerer (* 18. Oktober 1934 in Bernburg; † 14. September 2021) war ein deutscher Archäologe.

## Leben und Wirken
Cämmerer studierte zunächst von 1955 bis 1958 an der FU Berlin Klassische Philologie und Alte Geschichte, ab 1958 studierte er Klassische Archäologie an der Universität Freiburg, 1959 bis 1961 an der Universität Basel und dann wieder in Freiburg, wo er 1965 bei Walter-Herwig Schuchhardt  mit einer Arbeit zu den Eikones des Philostratos promoviert wurde.
1963 begann er als Volontär in der Antikenabteilung des Badischen Landesmuseum in Karlsruhe, wo er Konservator, später Oberkonservator der provinzialrömischen Abteilung wurde.
1974 leitete Cämmerer im Auftrag des Landesdenkmalamtes Baden-Württemberg die Ausgrabung des Mithräums in Riegel am Kaiserstuhl.
Bekannt wurde er vor allem durch die von ihm häufig durchgeführte „Römische Modeschau“.

## Schriften
- Beiträge zur Beurteilung der Glaubwürdigkeit der Gemäldebeschreibungen des ältern Philostrat. Dissertation Freiburg 1965.
- mit Philipp Filtzinger, Dieter Planck (Hrsg.): Die Römer in Baden-Württemberg. Theiss, Stuttgart 1976. 3. Auflage 1986, ISBN 3-8062-0133-1 (darin S. 165–200: Römische Religion).

| Personendaten    | Personendaten        |
| ---------------- | -------------------- |
| NAME             | Cämmerer, Bernhard   |
| KURZBESCHREIBUNG | deutscher Archäologe |
| GEBURTSDATUM     | 18. Oktober 1934     |
| GEBURTSORT       | Bernburg             |
| STERBEDATUM      | 14. September 2021   |